# Lophochernes ceylonicus
Lophochernes ceylonicus är en spindeldjursart som beskrevs av Beier 1973. Lophochernes ceylonicus ingår i släktet Lophochernes och familjen tvåögonklokrypare. Inga underarter finns listade i Catalogue of Life.